# Déhrádún
Déhrádún (garhválsky respektive
hindsky देहरादून) je hlavní město indického státu Uttarákhand. Leží v oblasti Garhvál, 255 kilometrů na sever od indického hlavního města Nové Dillí. Má přibližně půl milionu obyvatel.

## Demografie
Dle údajů ze sčítání lidu z roku 2011 zde žilo 578 420 obyvatel. Úředním a nejpoužívanějším jazykem je hindština, následuje angličtina, bengalština, nepálština a další.
Náboženské složení obyvatelstva je následující:
- hinduismus - 83,98 %
- islám - 11,91 %
- sikhismus - 2,15 %
- křesťanství - 0,79 %
- ostatní (zejm. buddhismus a džinismus) - cca 0,2 %